# Cherry Hill
El municipio de Cherry Hill (en inglés: Cherry Hill Township) es un municipio ubicado en el condado de Camden en el estado estadounidense de Nueva Jersey. En el año 2010 tenía una población de 71.045 habitantes y una densidad poblacional de 1.125,91 personas por km².

## Geografía
El municipio de Cherry Hill se encuentra ubicado en las coordenadas 39°55′39″N 75°1′24″O / 39.92750, -75.02333.
Descriptivamente, está en el Valle de Delaware, aproximadamente a cinco millas (8 km) al sureste de Filadelfia. Los urbanistas la consideran una ciudad dormitorio de Filadelfia.

## Demografía
Según la Oficina del Censo en 2010 los ingresos medios por hogar en el municipio eran de $87,392 y los ingresos medios por familia eran $104,983. Los hombres tenían unos ingresos medios de $82,325 frente a los $49,129 para las mujeres. La renta per cápita para la localidad era de $43,192. Alrededor del 4.7% de la población estaba por debajo del umbral de pobreza.
El área de Cherry Hill fue inicialmente poblada por los Lenni-Lenape, pueblo nativo de los Estados Unidos, que convivían tranquilamente con los primeros colonos de Inglaterra, seguidores de los Cuáqueros de William Penn, que llegaron a fines del siglo XVIII.